# 巴尼特市鎮

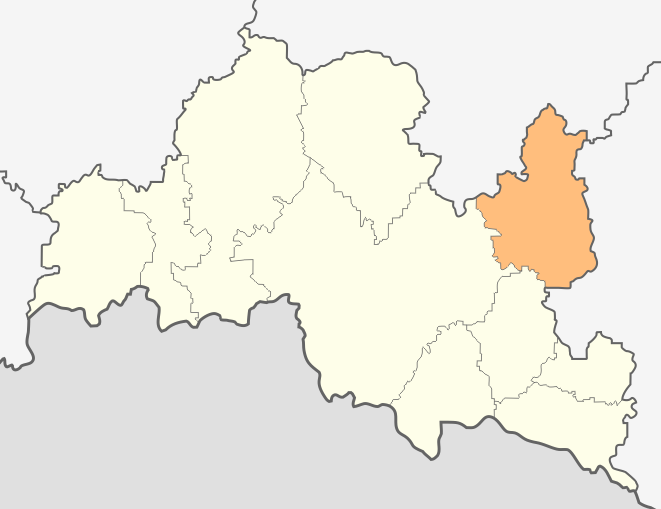

巴尼特市鎮，是保加利亞南部斯莫梁州的市鎮，行政中心为巴尼特，面積299平方公里，2005年人口6,555，人口密度每平方公里21.9人。
41°37′01″N 25°01′59″E / 41.617°N 25.033°E